# Nico Braun
Nico Braun (* 26. Oktober 1950 in Luxemburg) ist ein ehemaliger luxemburgischer Fußballspieler, der als Mittelstürmer spielte.
Braun wechselte 20-jährig von Union Luxemburg zum deutschen Bundesligisten FC Schalke 04 und bestritt dort von 1971 bis 1973 insgesamt 35 Bundesligaspiele. Danach wechselte er nach Frankreich zum FC Metz, wo er in 170 Ligaspielen 96 Tore erzielte. Während seiner Zeit in Metz bildete er für zwei Spielzeiten ein Sturmduo mit dem Argentinier Hugo Curioni, das den Spitznamen „Les artilleurs de Metz“ erhielt.
Nach einer Zwischenstation beim belgischen Verein SC Charleroi wechselte Braun zum französischen Zweitligisten FC Thionville. Bei Union Luxemburg, wo er auch schon in der Jugend gespielt hatte, ließ er anschließend seine Karriere ausklingen.
Er absolvierte 28 Spiele für die luxemburgische Nationalmannschaft, in denen er sechs Tore erzielte. Zählt man auch Spiele gegen B- und Amateurnationalmannschaften anderer Verbände hinzu, so bestritt er insgesamt 40 Länderspiele, in denen er neun Tore schoss.